# 维拉尔-迪佩雷格里努什
维拉尔-迪佩雷格里努什是葡萄牙布拉干萨区的一个堂区。总面积12.54平方公里，总人口164人，人口密度13.1人/平方公里。